# Solteria
Solteria és l'estat civil d'una persona que no ha contret matrimoni. La persona es diu  solter o fadrí.
Jurídicament, una persona legalment soltera pot tenir parella de fet, si no hi ha contracte (de casament o de parella estable). Col·loquialment se sol dir solter per a qui no té pas «parella». La paraula prové del particip ‘solt’, «desligat», del verb arcaic ‘soldre’ derivat del llatí solvere, «deslligar, descordar».
La parella de fet o els fills d'una persona soltera fins a la segona meitat del segle xx a Occident no tenien poc o gaire drets. Amb el temps això va canviar i a Europa la majoria dels estats van suprimir la discriminació de fills nascuts fora d'un casament formal i també els drets de les parelles de fet, com ara mantenir el dret a l'habitatge quan la parella legalment soltera mor. Encara queden països on l'impost sobre la renda discrimina els solters, o altres discriminacións o menyspreu, devant la perpètua qüestió compassiua: «Encara no tens parella?». Quan una relació formalitzada s'acaba, per mort, el sobrevivent d'un casament, rep l'estatut de vidu. En altres situacions es parla de separat o divorciat. Tot i la fi o la ruptura de la relació, certs drets i deures poden continuar.
La solteria a partir d'una certa edat és considerat com un fracàs en moltes tradicions, i la paraula, solterona, conco o conca sovint exprimia i encara exprimeix en certs cercles ignomínia. Certes cultures religions encara tenen el matrimoni obligatori i forçat, i sovint són les dones que no tenen gaire llibertat o dret a triar la seva vida. L'Espanya franquista d'inspiració nacionalcatòlica tenia una actitud molt negativa devers les solteres en general i les mares solteres en particular. Qui no es casava o es feia monja rebia un rebuig de per vida. Casar-se i criar era un «deure patriòtic» i les dones que el refusaven eren marginalitzades i ridiculitzades.